# (10952) Vogelsberg
(10952) Vogelsberg (4152 P-L) – planetoida z grupy pasa głównego asteroid okrążająca Słońce w ciągu 4,97 lat w średniej odległości 2,91 j.a. Odkryta 24 września 1960 roku.